# Alex Smyth
Pour les articles homonymes, voir Smyth.
Alexander "Alex" Smyth, né le 10 décembre 1988 à Melbourne, est un coureur cycliste australien.

## Biographie
En 2011, Alex Smyth termine cinquième championnat d'Océanie sur route. Début juin, il rejoint l'équipe continentale grecque Worldofbike.gr.
En 2017, il intègre la formation australienne NSW Institute of Sport. Avec celle-ci, il remporte une étape du Tour of the King Valley, épreuve du National Road Series.
Étudiant à l'Institut royal de technologie de Melbourne, il signe avec Drapac-Pat's Veg Holistic Development en 2018. Au printemps, il est sélectionné pour participer aux Jeux du Commonwealth, sous les couleurs de son pays d'origine, Malte.

## Palmarès sur route
- 2013
  - Goldfields Cyclassic :
    - Classement général
    - 2e étape
- 2017
  - 3e étape du Tour of the King Valley
- 2019
  -  Champion de Malte sur route

## Classements mondiaux
| Année            | 2011 | 2012 |
| ---------------- | ---- | ---- |
| UCI Oceania Tour | 42e  |      |
| UCI Asia Tour    |      | 323e |